# Bernt

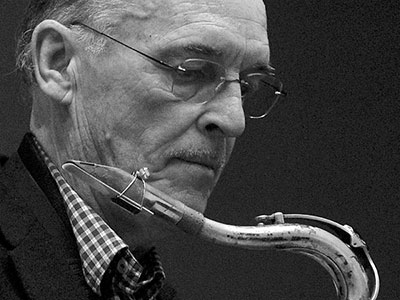
Bernt-Rosengren, 2015.

Mansnamnet Bernt eller Berndt är en äldre lågtysk form av Bernhard som även kommit till användning i Sverige.
Bernt var ett adelsnamn sedan 1600-talet. Det var ganska vanligt före 1960 men har sedan avtagit i popularitet och används numera inte så ofta som tilltalsnamn. 31 december 2009 fanns det totalt 23 699 personer i Sverige med namnet Bernt/Berndt varav 13 281 med det som tilltalsnamn. År 2003 fick 41 pojkar namnet, men ingen fick det som tilltalsnamn.
Namnsdag: I Sverige 20 augusti. I den finlandssvenska namnsdagslängden har Bernt namnsdag 19 april sedan starten 1929, då en egen namnsdagskalender togs i bruk för finlandssvenskar, tillsammans med Bernhard.

## Personer med namnet
- Bernt Andersson (fotbollsspelare)
- Bernt Andersson (musiker)
- Bernt Callenbo, svensk skådespelare, regissör och manusförfattare
- Bernt Carlsson, svensk politiker (S)
- Bernt Dahlbäck, svensk underhållare och komiker
- Berndt Egerbladh, svensk jazzpianist, kompositör och programledare
- Bernt Ericsson, svensk bandyspelare
- Bernt Evensen,norsk skridskoåkare
- Berndt Friberg (TV-man)
- Bernt Johansson, svensk tävlingscyklist
- Bernd Kannenberg, västtysk friidrottare
- Bernt Lindelöf, kanotist
- Bernt Ljung, svensk fotbollsmålvakt
- Bernt Notke, mecklenburgsk målare och skulptör
- Bernt Rosengren, svensk jazzmusiker
- Bernd Schuster, tysk fotbollsspelare
- Bernt Staf, svensk vissångare
- Berndt Westerberg, svensk skådespelare
- Bernt Wiede, författare
- Berndt Öst, svensk musiker